# Słubin (województwo kujawsko-pomorskie)
Słubin – kolonia w Polsce, w województwie kujawsko-pomorskim, w powiecie włocławskim, w gminie Izbica Kujawska.
Do 2023 miejscowość była osadą wsi Nowa Wieś.
W latach 1975–1998 osada należała administracyjnie do województwa włocławskiego.